# Plañidor (escultura)

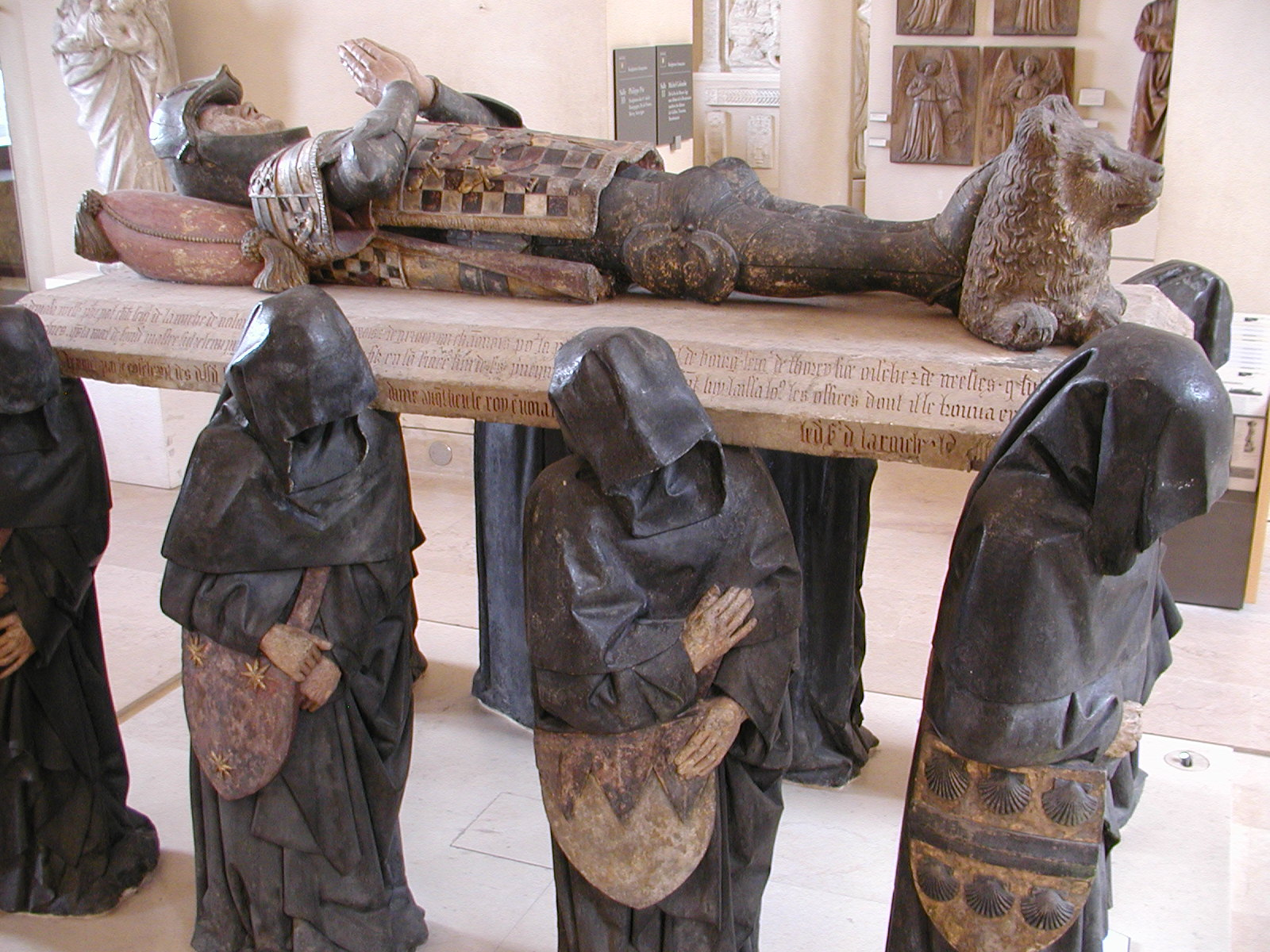
Plañidores portando el cuerpo de Philippe Pot, del, en el Museo del Louvre.

Un plañidor, en escultura gótica hace referencia al cortejo de figuras cubiertas y encapuchadas con largas telas que, con expresión llorosa y desolada, acompañan a un cortejo fúnebre.
Destacó en la escultura gótica de Borgoña.